# Museu d'Art de Delaware

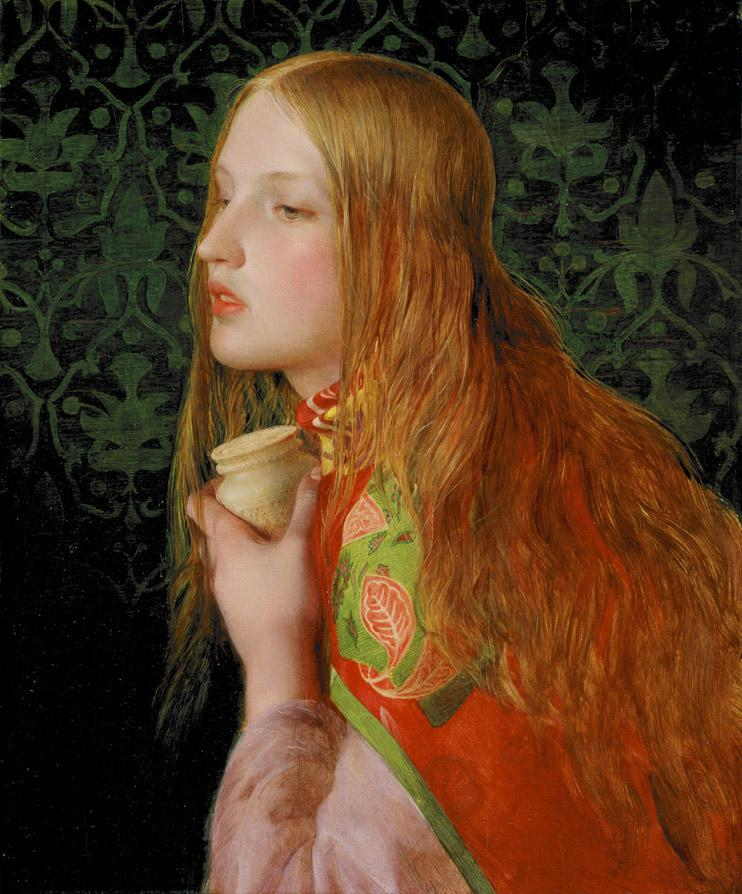
Maria Magdalena de Fre
derick Sandys, c. 1858-1860

El Museu d'Art de Delaware (Delaware Art Museum) és un museu d'art situat al Kentmere Parkway de Wilmington, Delaware, que conté una col·lecció de més de 12.000 objectes. El museu es va fundar el 1912 amb el nom de Wilmington Society of the Fine Arts en honor a l'artista Howard Pyle. La col·lecció se centra en l’art i la il·lustració nord-americana del segle xix al XXI i en el moviment anglès de la Germandat Prerafaelita de mitjans del segle xix.
L'edifici del museu es va ampliar i va renovar el 2005 i inclou un parc d'escultures de 36.000 m², la biblioteca i arxius de Helen Farr Sloan, classes d'art d'estudi, una zona d'aprenentatge infantil, així com un cafè i una botiga de museu.

## Història
El museu va ser fundat en 1912 després de la mort de Howard Pyle per la Societat Wilmington de Belles arts (WSFA), amb més de 100 pintures, dibuixos i impressions comprades a la vídua de Pyle Anne. Pyle va ser l'il·lustrador estatunidenc més conegut del seu dia; va morir inesperadament en 1911 mentre viatjava a Itàlia.

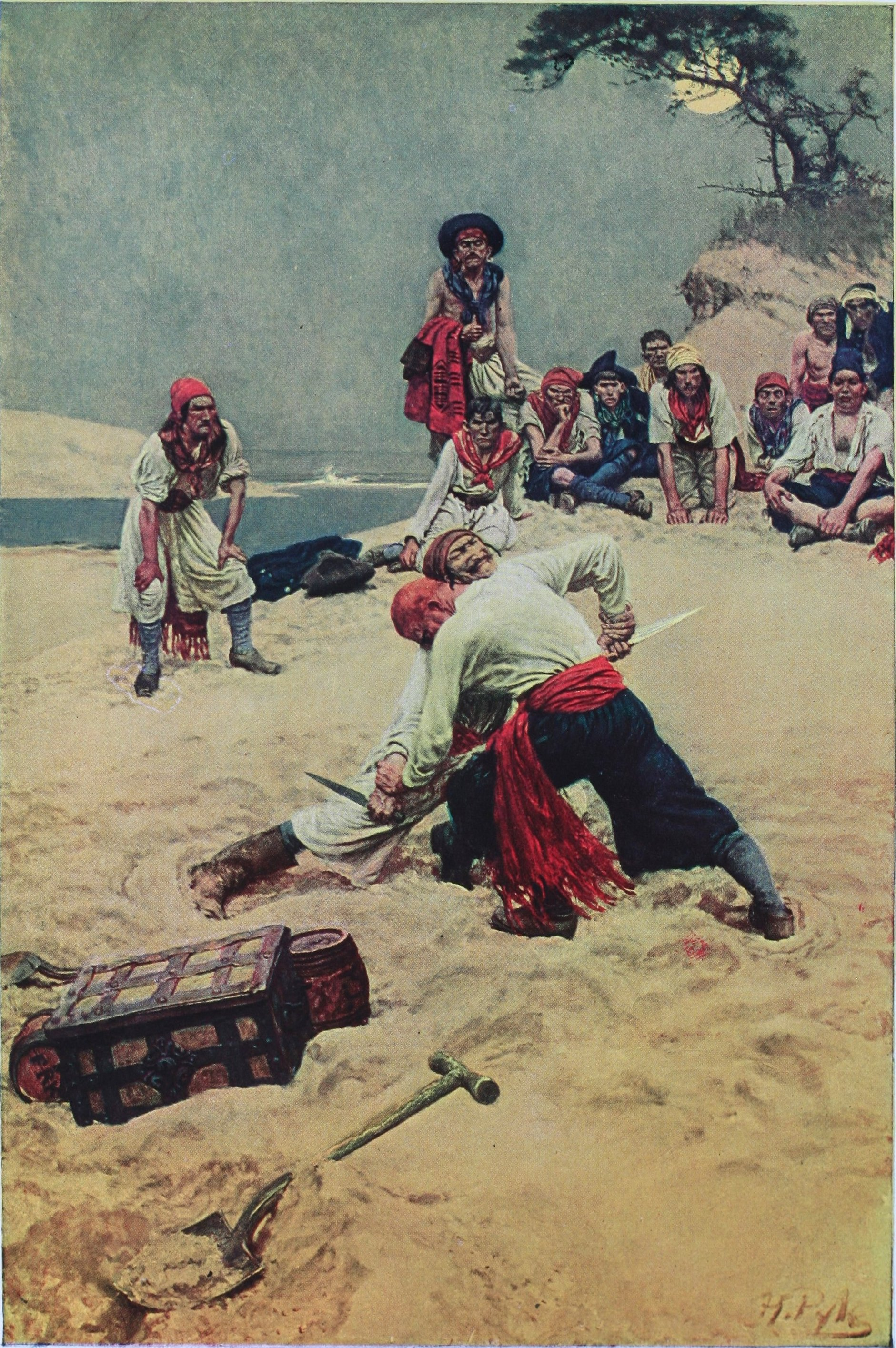
Qui serà capità? una pintura de 1911 de Howard Pyle en el museu

Pyle va deixar a molts estudiants i mecenes a la seva ciutat natal de Wilmington que desitjaven honrar la seva memòria a través del museu, incloent-hi Frank Schoonover, Stanley Arthurs i Louisa du Pont Copeland. La carta del museu va declarar el seu propòsit "promoure el coneixement, el gaudi i el cultiu de les belles arts en l'estat de Delaware".
De 1912 a 1922, el WSFA no tenia una seu permanent. Va realitzar exposicions anuals a l'Hotel duPont de treball de Pyle, així com exposicions dels seus alumnes i altres artistes de Delaware. La col·lecció Pyle va continuar creixent a causa de la generositat de Willard S. Morse, que va donar més de 100 dibuixos de ploma Pyle i tinta al WSFA entre 1915 i 1919. El 1922, el WSFA va llogar tres habitacions en l'edifici New Library a la cantonada de 10 i Market Street en el centre de Wilmington.
El 2005, la DAM va concedir un préstec de 24,8 milions de dòlars en forma de bons exempts d'impostos (que es reemborsaran en 2037) amb la finalitat de finançar l'ampliació de l'edifici. Durant la crisi financera de 2008, la seva dotació va disminuir de $33 milions a $21 milions. En resposta, el museu va vendre art per valor de 30 milions de dòlars de la seva col·lecció per a reemborsar els seus préstecs i augmentar la seva dotació, la qual cosa li va comportar sancions de l'Associació de directors de Museus d'Art.

## Donació de Bancroft

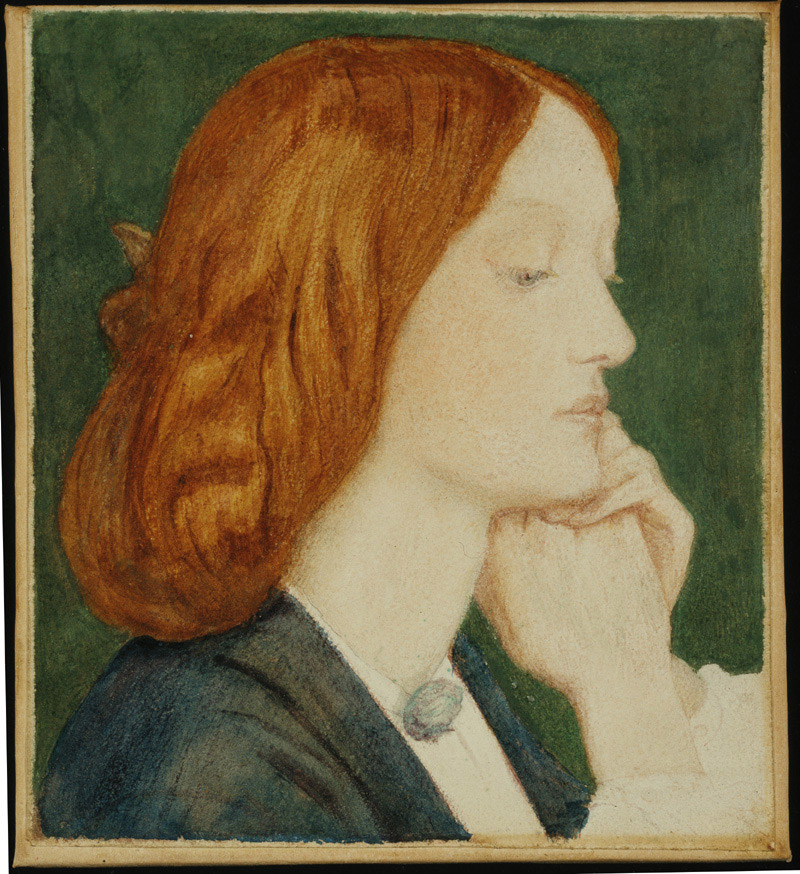
Retrat d'Elizabeth Siddal de Pre-Raphaelite Dante Gabriel Rossetti, c. 1854

En 1931, la finca de Samuel Bancroft es va posar en contacte amb la WSFA amb una oferta de donar una col·lecció d'obres pre-Rafaelites, juntament amb 11 acres de terreny per a albergar un museu per a la col·lecció. Bancroft va adquirir la col·lecció a partir de la dècada de 1890 i és la "col·lecció més gran i més important de British Pre-Raphaelite british Pre-Raphaelite als Estats Units". Malgrat les dificultats de la Gran Depressió, el WSFA va recaptar 350.000 dòlars per al nou edifici que va obrir el 1938. Al mateix temps, el nom es va canviar a Delaware Art Center.

## Expansió
El WSFA es va traslladar al Centre d'Art de Delaware el juny de 1938, amb l'Acadèmia de Belles arts de Wilmington dirigint programes educatius en la planta baixa. L'inici de la Segona Guerra Mundial va donar lloc a un estricte racionament del gas, la qual cosa va reduir dràsticament l'assistència al museu. L'Acadèmia de Belles arts de Wilmington es va dissoldre en 1943 i va lliurar els seus actius al Centre d'Art de Delaware, formant la base del seu departament d'educació, que va créixer a més de 500 estudiants en 1954.
El ràpid creixement dels programes educatius després de la Segona Guerra Mundial va obligar el Centre d'Art de Delaware a expandir-se en 1956. Estudis i instal·lacions de capacitació van ser inclosos en l'expansió, gràcies a una donació de $300.000 d'H. Fletcher Brown. En 1970 es va completar una nova renovació, afegint aire condicionat i control d'humitat a l'edifici. En 1972, el Centre d'Art de Delaware va rebre l'acreditació de l'Aliança Americana de Museus. Poc després, el Centre d'Art de Delaware va passar a dir-se Museu d'Art de Delaware per a "reflectir la creixent fortalesa de les seves col·leccions, programes i circumscripció".
El 1987 es va completar una nova ampliació que va duplicar la mida del museu. Tanmateix, el ràpid creixement de l'assistència, la programació i la divulgació va requerir una nova expansió el 2005. Durant l'expansió, el museu va acollir programació al que ara és el Chase Center on the Riverfront.

## Col·leccions
Les col·leccions del Museu d'Art de Delaware provenen principalment de la il·lustració nord-americana de finals del segle xix i principis del XX, així com obres de la Germandat Prerrafaelita. La base de les col·leccions del museu són les obres de Howard Pyle i els seus alumnes NC Wyeth, Frank Schoonover i Stanley Arthurs. Helen Farr Sloan era l'esposa de l'artista John French Sloan, i va començar les donacions el 1961, que finalment van arribar a un total de 5.000 objectes.
Des de la dècada de 1970, el museu ha afegit obres d'artistes moderns com Jacob Lawrence, Louise Nevelson, Robert Motherwell, George Segal i Jim Dine. Les col·leccions permanents del museu inclouen les següents:

### Col·lecció prerrafaelita

Lady Lilith, acabat el 1873, per Dante Gabriel Rossetti.

- La col·lecció prerrafaelita de Samuel i Mary R. Bancroft, que inclou obres de:

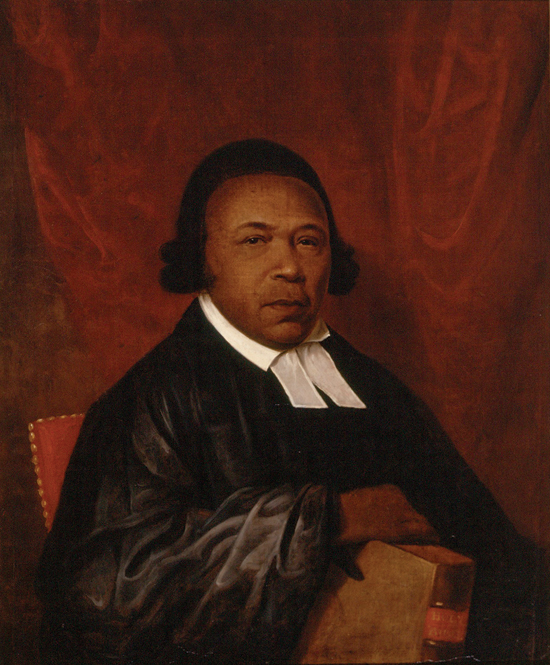
Retrat d'Absalom Jones, 1810, de Raphaelle Peale.

  - Ford Madox Brown
  - Edward Burne-Jones
  - Julia Margaret Cameron
  - Walter Crane
  - Kate Greenaway
  - William Holman Hunt
  - John Everett Millais
  - Albert Joseph Moore
  - William Morris
  - Dante Gabriel Rossetti
  - Frederic Sandys
  - Elizabeth Siddal
  - Simeó Salomó
  - Marie Spartali Stillman
  - George Frederic Watts

### Art americà delseglexix
- Art americà del segle XIX, amb obres de:

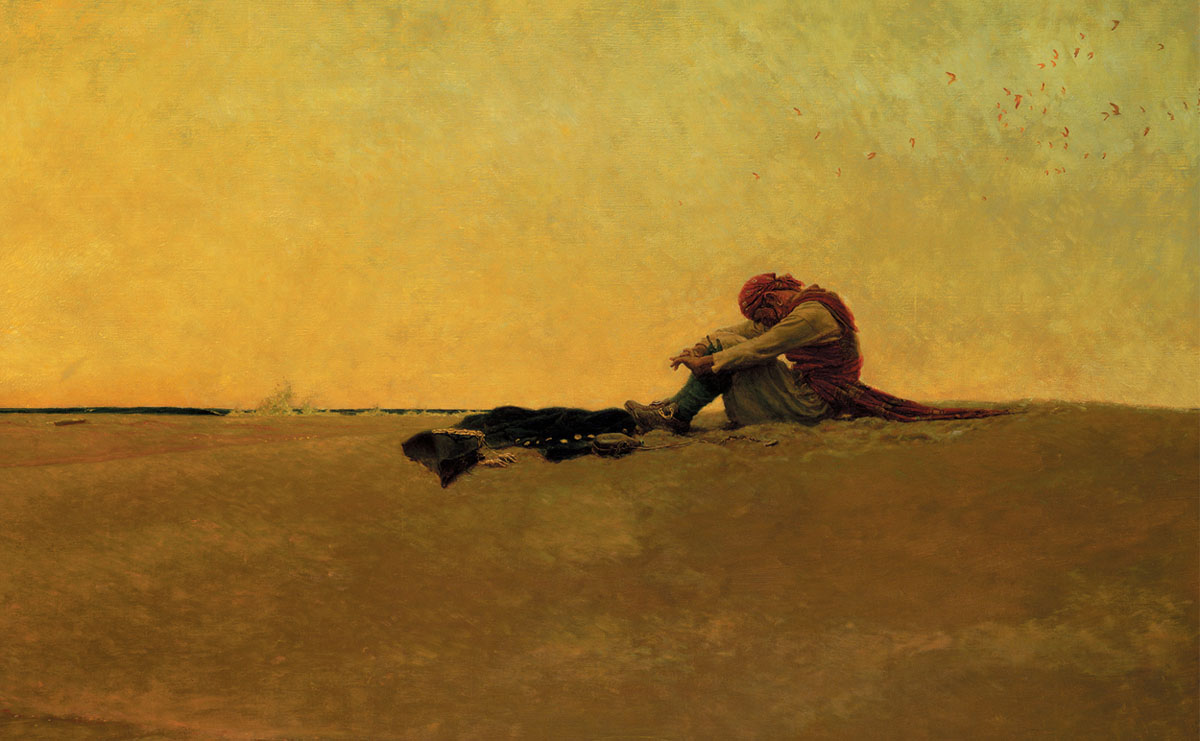
Marooned, 1909, de Howard Pyle.

  - Jefferson David Chalfant
  - Església Frederic Edwin
  - Thomas Dewing
  - Winslow Homer
  - George Inness
  - Raphaelle Peale
  - Severin Roesen
  - agost Saint-Gaudens
  - John Henry Twachtman

### Il·lustració americana

#### Howard Pyle i els seus estudiants
- De l'"Edat d'Or de la Il·lustració":
  - Howard Pyle
  - Frank Schoonover
  - NC Wyeth

#### Altres il·lustradors americans
- Inclou treballs de:
  - Charles Dana Gibson
  - Elizabeth Shippen Green
  - John Held, Jr.
  - JC Leyendecker
  - Thomas Nast
  - Coles Phillips

### Art americà de principis del segle XX

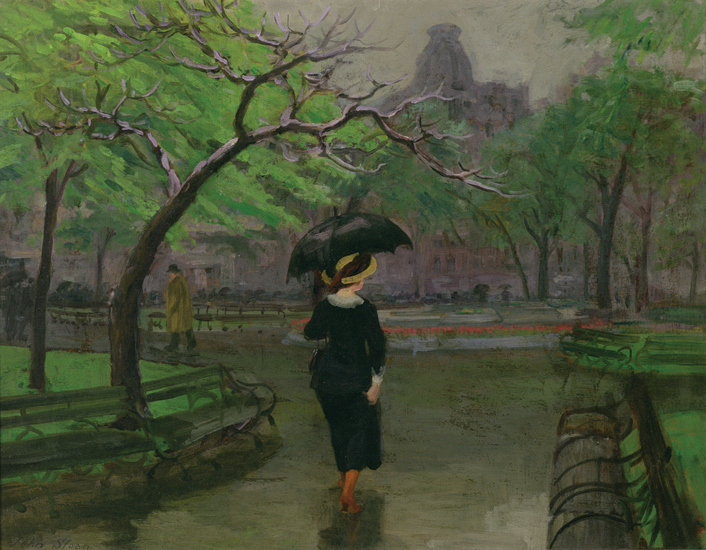
Pluja de primavera, 1912, de John Sloan.

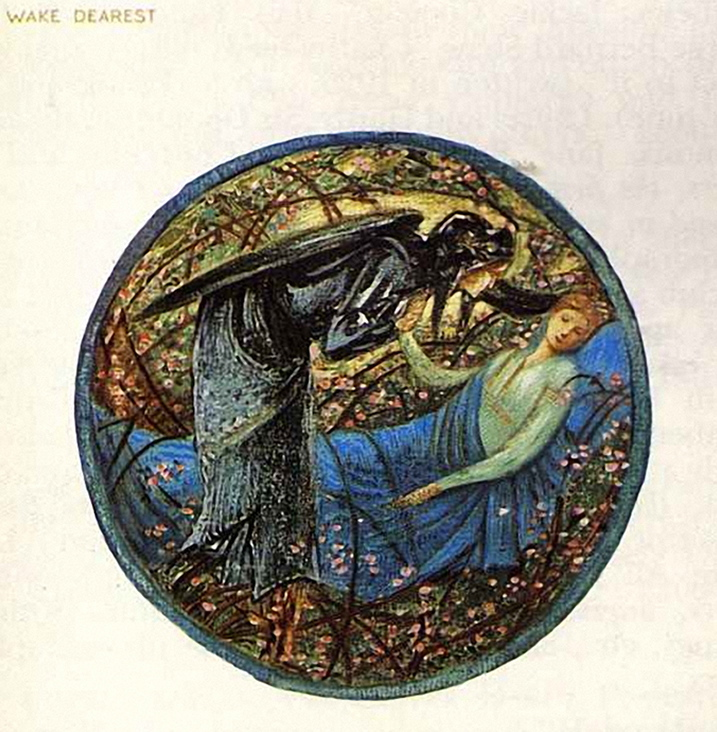
Wake Dearest de The Flower Book d'Edward Burne-Jones.

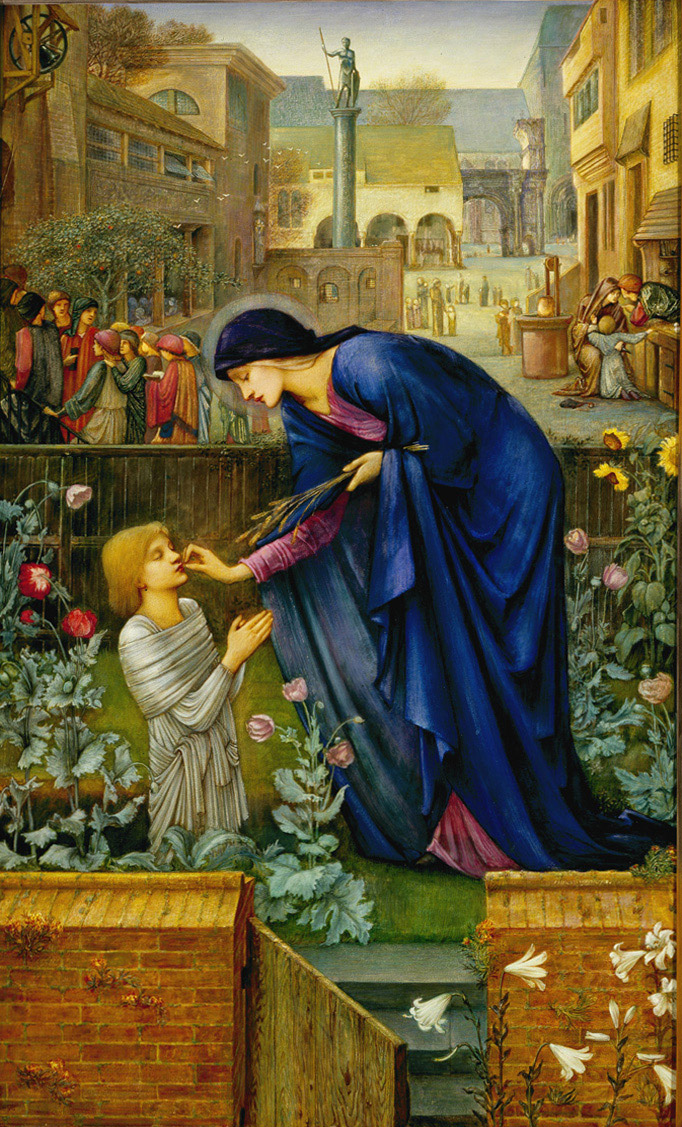
Conte de la priora d'Edward Burne-Jones.

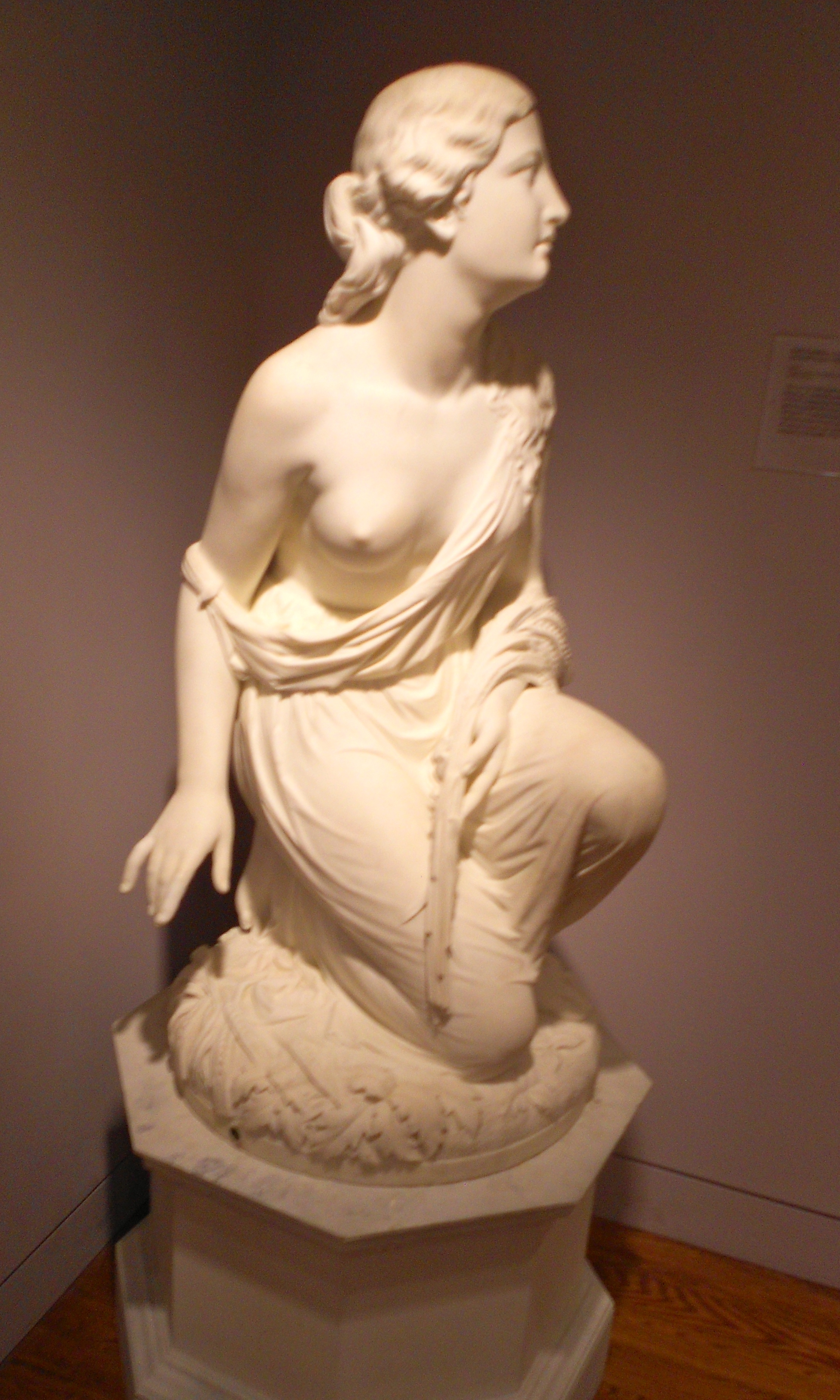
Ruth Gleaning c. 1859 de Randolph Rogers.

- Ashcan School (The Eight), incloent obres de:
  - John Sloan
  - Robert Henri
  - George Luks
- Altres artistes, incloses obres de:
  - Charles E. Burchfield
  - Lydia Field Emmet
  - John D. Graham
  - Marsden Hartley
  - Edward Hopper
  - Jacob Lawrence
  - Paul Manship
  - Reginald Marsh
  - Guillem Zorach

### Art americà posterior a la Segona Guerra Mundial
- Inclou treballs de:
  - Deborah Butterfield
  - Grace Hartigan
  - Al Held
  - Robert Indiana
  - Edward L. Loper, Sr.
  - David Lund
  - Louise Nevelson
  - Mark Tobey
  - Andrew Wyeth

## Biblioteca Helen Farr Sloan
Dues biblioteques separades es van obrir al nou edifici del Delaware Art Center el 1938: una centrada en la col·lecció de Howard Pyle i l'altra centrada en Samuel Bancroft, Jr. i les seves col·leccions de llibres victorians i llibres sobre pintura prerrafaelita. El 1978 Helen Farr Sloan va donar les col·leccions del seu marit, el John Sloan Manuscript and Library Collection. L'any 1985 es va obrir una biblioteca consolidada a la nova ala Pamela i Lammot du Pont Copeland i va rebre el seu nom en honor a la Sra. Sloan. Conté més de 30.000 volums i 1.000 caixes de papers personals, fotografies i altre material relacionat amb John Sloan, Samuel Bancroft, Jr. i Howard Pyle i els seus estudiants. Recentment va adquirir una còpia de The Flower Book d'Edward Burne-Jones. El 2009, el museu va rebre la Col·lecció MG Sawyer d'enquadernacions decoratives, que conté més de 2.000 volums.

## Jardí d'escultures de Copeland
El jardí d'escultures de nou acres darrere del museu inclou nou grans escultures i un antic dipòsit convertit en laberint.

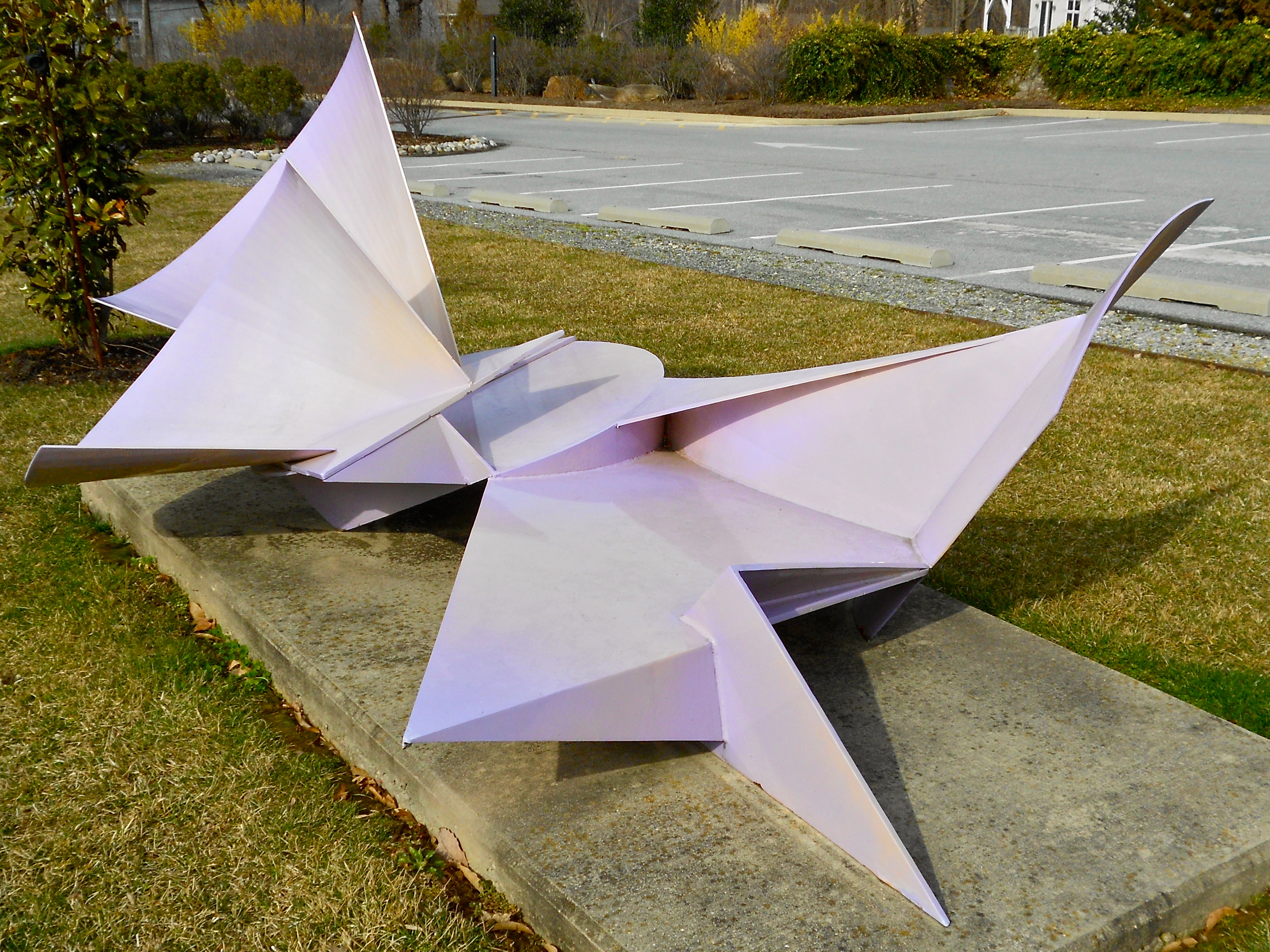
Wild Iris, 1974, d’Isaac Witkin

Destaquen el gegant plorant de bronze de 13 peus d'alçada de Tom Otterness i Three Rectangles Horizontal Jointed Gyratory III de George Rickey, que es mou al vent. Joe Moss està representat per una escultura sonora que modifica i distorsiona els sons propers.

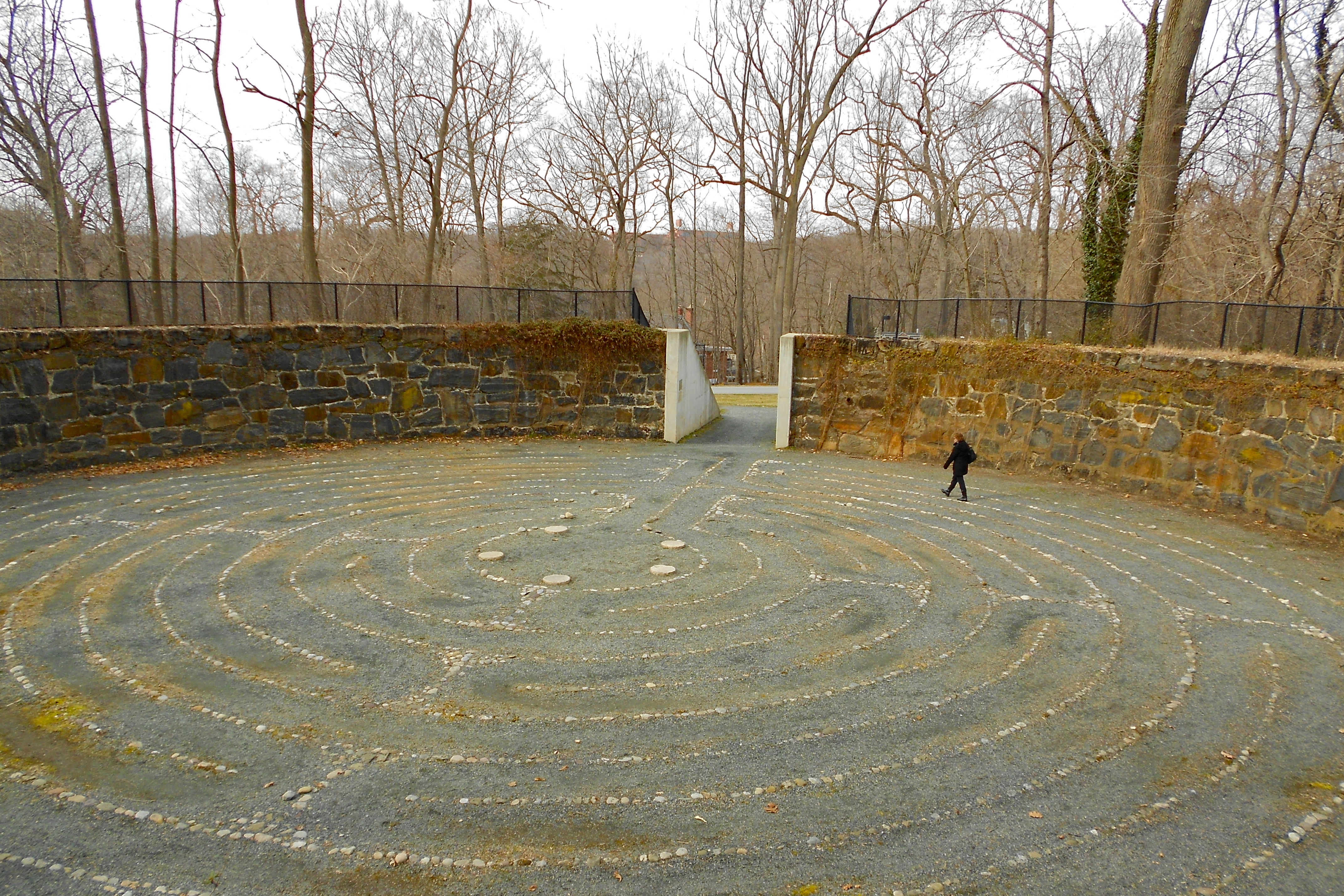
Laberint

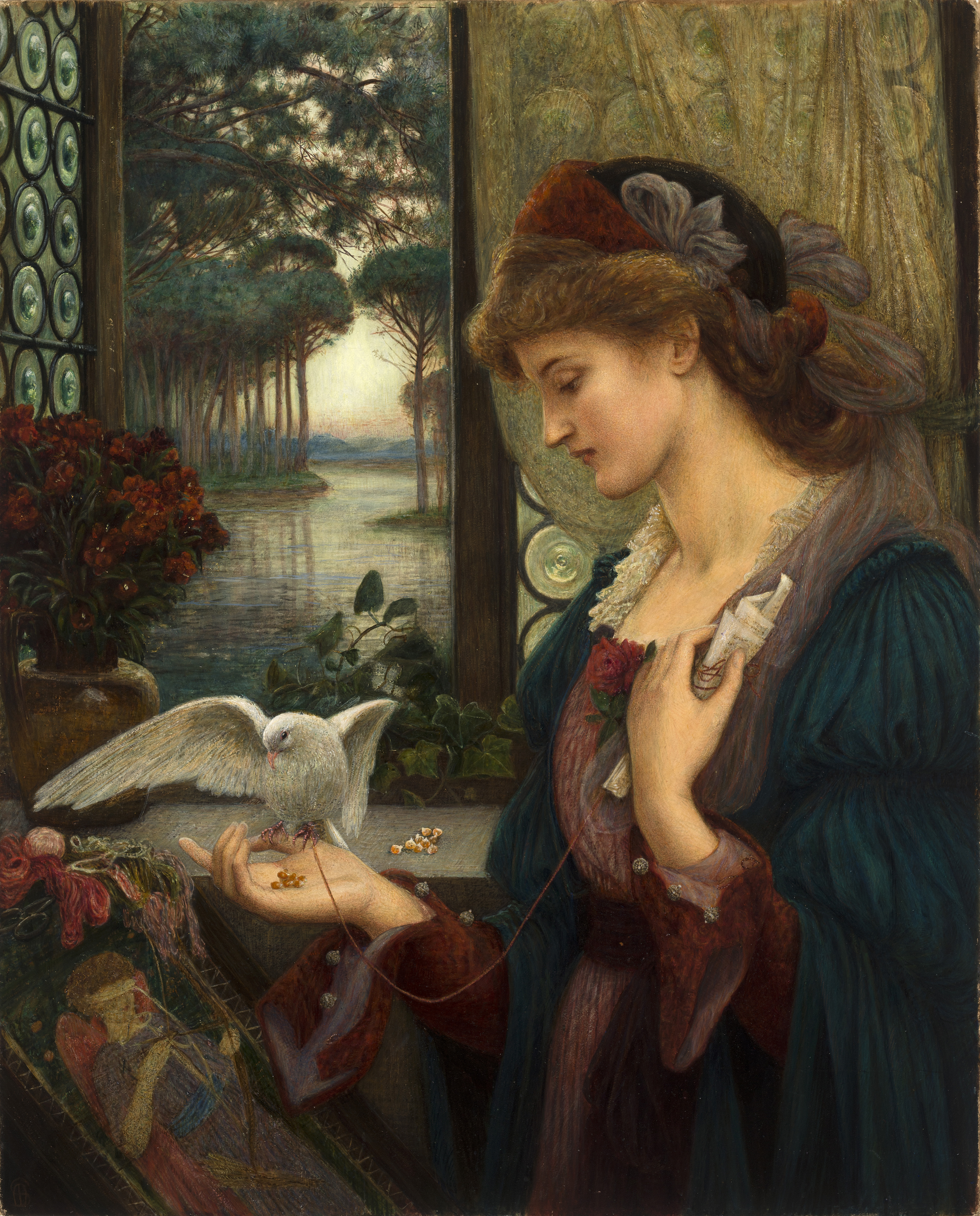
El missatger de l'amor, 1885, de Marie Spartali Stillman